# Cause-de-Clérans
Cause-de-Clérans (trong tiếng Occitan Cause de Clarenç) là một xã của Pháp, nằm ở tỉnh Dordogne trong vùng Aquitaine của Pháp. Xã này có diện tích 14,35 km2, dân số năm 2007 là 313 người. Xã nằm ở khu vực có độ cao trung bình 90 m trên mực nước biển.

## Thông tin nhân khẩu
| Năm    | 1962 | 1968 | 1975 | 1982 | 1990 | 1999 | 2007 |
| ------ | ---- | ---- | ---- | ---- | ---- | ---- | ---- |
| Dân số | 350  | 326  | 277  | 248  | 278  | 310  | 313  |